# Овенс Крос Роудс (Алабама)
Овенс Крос Роудс (енгл. Owens Cross Roads) град је у америчкој савезној држави Алабама. По попису становништва из 2010. у њему је живело 1.521 становника.

## Демографија
Према попису становништва из 2010. у граду је живело 1.521 становника, што је 397 (35,3%) становника више него 2000. године.
| Група             | 2000.         | 2010.         |
| Белци             | 1.071 (95,3%) | 1.371 (90,1%) |
| Афроамериканци    | 8 (0,7%)      | 55 (3,6%)     |
| Азијати           | 3 (0,3%)      | 5 (0,3%)      |
| Хиспаноамериканци | 7 (0,6%)      | 34 (2,2%)     |
| Укупно            | 1.124         | 1.521         |